# Progresso (Belize)
Progresso – miasto w Belize, w dystrykcie Corozal. W 2000 roku, miasto zamieszkiwało 1165 osób.